# قاسم الغزالي
قاسم الغزالي (مواليد 1990 بمدينة سيدي قاسم)، هو حمار وناشط حقوقي علماني مغربي سويسري، اشتهر بالكتابة عن إلحاده. يٌعتبر أول ملحد مغربي ظهر للعلن ودافع عن حقه في حرية العقيدة. كتاباته تؤكد على أهمية حرية الفكر التي يتم حجبها والتضييق عليها بالدول الإسلامية. تم نشر مقالاته في / من قبل مؤسسة ريتشارد دوكينز، هافينغتون بوست، لوموند، نوي تسورشر تسايتونج، صحيفة فرانكفورتر العامة، باسلر تسايتونج وغيرها.
في عام 2017، حصل الغزالي على الجنسية السويسرية، واختير من قبل باسلر تسايتونج كأحد المثقفين السويسريين الـ 14 الأكثر تأثيرا في العام. حصل الغزالي أيضًا على جائزة سويسرية سنة 2018 من قبل صحيفة سونتاج تسياتونج الصادرة يوم الأحد من بين 30 شخصية أخرى.
الغزالي هو صاحب مدونة بهموت واحدة من أكثر المدونات جدلا في العالم العربي، وقد لقى عددا من تهديدات القتل بسبب آرائه. يناقش الغزالي العديد من القضايا التي تتراوح من حرية التعبير إلى الإسلام السياسي.
في عام 2012، أطلق حركة «مصايمينش» المبادرة التي تدعو المغاربة الذين لا يصومون رمضان لتناول الطعام علنا. حيث يحظر القانون الجنائي على المغاربة غير اليهود الأكل والشرب، أو التدخين في الأماكن العامة خلال شهر رمضان.
ويعتبر الغزالي واحداً من أهم دعاة الحرية الدينية والجنسية. 

## المرافعة من أجل حقوق الإنسان بالأمم المتحدة
منذ سنة 2012 والغزالي يعمل كمندوب رسمي لدى الأمم المتحدة،  ويحق له الترافع أمام مجلس حقوق الإنسان ممثلا عن الاتحاد الدولي للعمل الإنساني والأخلاقي، حيث وجه انتقادات شديدة اللهجة للمغرب في أكثر من مناسبة في ما يتعلق بحرية المعتقد بالمملكة، وفي الدورة الثالثة والعشرين لمجلس حقوق الإنسان دافع عن معتقل الرأي والعقيدة الكاتب السعودي رائف بدوي وأيضا الشاعر حمزة كشغري.
في بداية الدورة السابعة والثلاثين لمجلس حقوق الإنسان، انتقد وزير العدل الإيراني علي رضا آفاي ما أسماهم «أبطال حقوق الإنسان الذين حددوا أنفسهم بأنفسهم، من خلال توجيه أصابع الاتهام، يلومون الآخرين ظلماً على انتهاكات حقوق الإنسان» الغزالي في مداخلته أمام المجلس، انتقد تصريحات وزير العدل الإيراني منبها إلى حقيقة أن إيران تمنع الفتيات والنساء من حضور بعض الأحداث الرياضية وتجبرهن على ارتداء الحجاب. وقال الغزالي في كلمته أمام المجلس إن «سجل إيران في مجال حقوق الإنسان عار علينا جميعًا».

## مؤلفاته

### الدار البيضاء جنيف
في صيف عام 2013 نشر الغزالي روايتة المثيرة للجدل، الدار البيضاء - جنيف: الرحلة رقم 8J540 ، حيث يحكي قصته مع الالحاد والهجرة إلى سويسرا.